# Phanoxyla joiceyi
Phanoxyla joiceyi är en fjärilsart som beskrevs av Clark 1924. Phanoxyla joiceyi ingår i släktet Phanoxyla och familjen svärmare. Inga underarter finns listade i Catalogue of Life.